# HD 79698
HD 79698，又名CP-58 1432，SAO 236723、HR 3673，是一颗恒星，视星等为5.54，位于銀經278.19，銀緯-7.49，其B1900.0坐标为赤經9h 10m 18.5s，赤緯-59° -7.49′ 4″。